# Luppedubrau

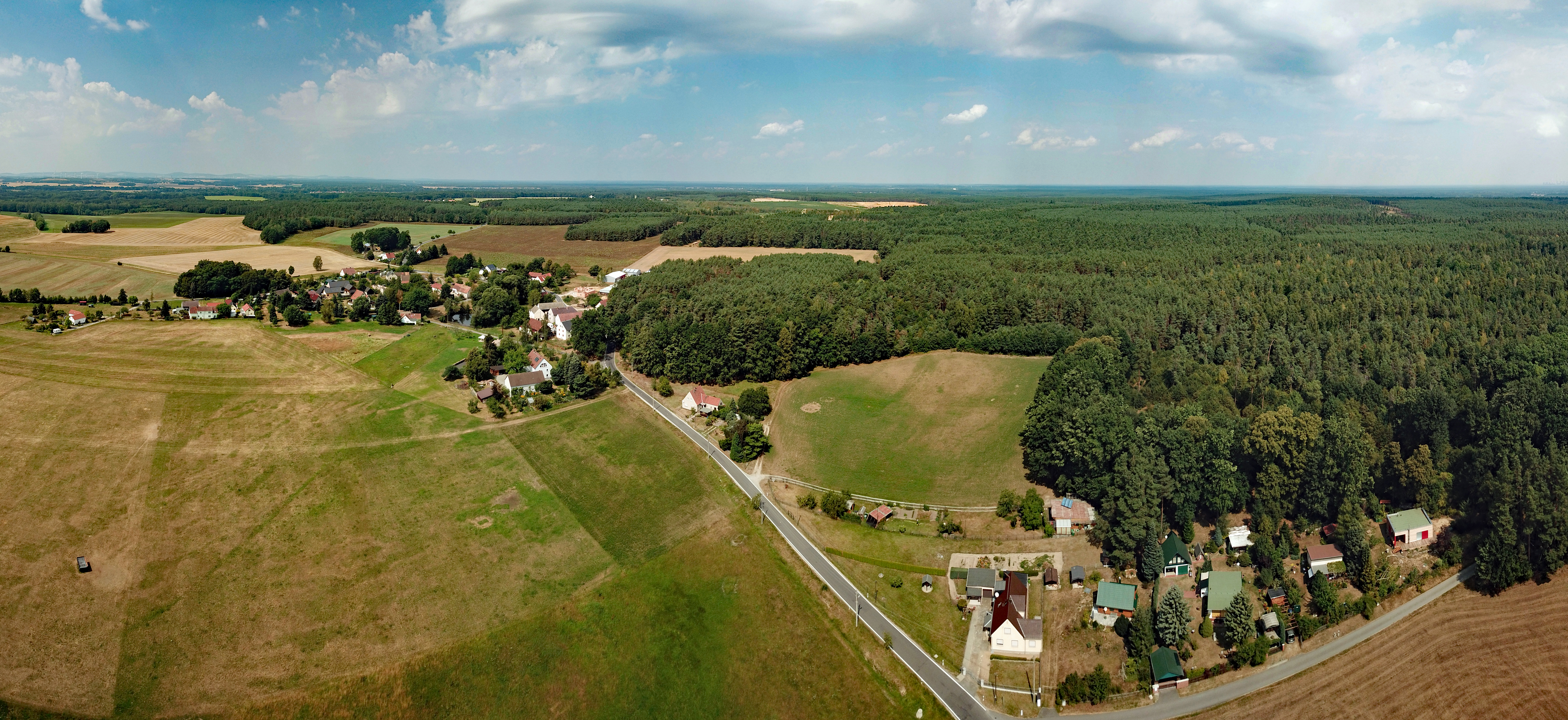
Luftbildpanorama

Luppedubrau, obersorbisch Łupjanska Dubrawkaⓘ, ist ein kleines sächsisches Dorf im Landkreis Bautzen in der Oberlausitz. Es gehört zur Gemeinde Radibor und zählt zum Siedlungsgebiet der Sorben.

## Geographie

### Geographische Lage
Der Ort befindet sich ca. sechs Kilometer nördlich von Radibor. Die Bundesstraße 96 ist etwa vier Kilometer entfernt. Der nächste Ort Holschdubrau liegt etwa zwei Kilometer westlich, nach Bautzen sind es 14 Kilometer. Im Norden befindet sich ein großes zusammenhängendes Waldgebiet. Das Dorf liegt innerhalb der Oberlausitzer Heide- und Teichlandschaft, jedoch außerhalb des gleichnamigen Biosphärenreservats.

### Hahnenberg
Der 199 Meter hohe Hahnenberg (obersorbisch Kaponica) entstand aus Schotterablagerungen der Eiszeit. Auf seiner Spitze befindet sich ein Turm, der jedoch nicht betreten werden darf.

## Geschichte
Die erste urkundliche Erwähnung von Luppedubrau fand 1419 statt. Dieses Datum gilt jedoch als nicht gesichert. Für 1777 ist die Grundherrschaft zu Milkel belegt. Der Wissenschaftler Arnošt Muka zählte 1884/85 in Luppedubrau 79 Einwohner, von denen 70 Sorben waren.
Unterhalb des Hahnenberges entstand ab 1979 eine Waldsiedlung aus Wochenendhäusern.
Durch die Auflösung der Gemeinde Luppa kam Luppedubrau zusammen mit dem Ortsteil Luppa am 1. Januar 1994 zur Gemeinde Radibor, während der Ortsteil Lomske zur Gemeinde Milkel kam.

## Einwohnerentwicklung von Luppedubrau
| Datum | Einwohner |
| ----- | --------- |
| 1834  | 59        |
| 1871  | 66        |
| 1890  | 70        |
| 2010  | 80        |

## Wirtschaft
Nordwestlich von Luppedubrau wird Kies in einem Tagebau abgebaut. Es ist ein kleiner Tagebau, der sich nur langsam bewegt und weder Luppedubrau noch andere Orte gefährdet. Zwischen Luppedubrau und Holschdubrau befindet sich eine Forststation. Des Weiteren spielt auch die Landwirtschaft eine wichtige Rolle. Die nach 1960 kollektiv von der LPG Heideland bewirtschafteten Felder um Luppedubrau waren die größten Kartoffel- und Roggenanbaugebiete des Kreises Bautzen.